# Francesco Antonio Santori
Francesco Antonio Santori (in arbëreshë Françesk Anton Santori o Ndon Santori; Santa Caterina Albanese, 16 settembre 1819 – Cerzeto, 7 settembre 1894) è stato un prete, poeta e drammaturgo italiano, cittadino prima del Regno delle due Sicilie e poi con l'Unità d'Italia del Regno d'Italia, di lingua e cultura arbëreshë/albanese. La sua vita fu interamente votata alla creazione di opere in lingua albanese, abbracciando una vasta gamma di generi letterari, e la cui importanza venne sempre meglio riconosciuta man mano che pubblicò le sue opere.  A lui si attribuisce il merito di aver introdotto nella letteratura albanese il dramma ed il romanzo, e per questo ebbe un ruolo importante importante nel movimento del Rinascimento albanese.

## Biografia
Santori nacque il 16 settembre 1819 a Santa Caterina Albanese, un comune arbëreshë in provincia di Cosenza. Nel 1835, all'età di sedici anni, decise di diventare sacerdote e nel 1843 entrò nell’ordine dei Francescani Riformati a San Marco Argentano. Li vi ottenne incarichi prestigiosi, e nel 1858 tentò senza successo di fondare un monastero a Lattarico. Nel 1860 si ritirò nel paese natale, dove si ridusse, per vivere, a dare lezioni private e a vendere ingegnosi attrezzi artigianali da lui stesso costruiti, come la giannetta. Nel 1876 ottenne l’incarico di parroco a San Giacomo di Cerzeto, frazione del comune arbëreshë di Cerzeto, ove morì nel 1894.

### Opere
Durante la sua vita Santori scrisse opere religiose, ma anche poesie, romanzi ed opere teatrali.  Tradusse in albanese le Favole di Esopo e scrisse anche un libro di grammatica albanese. Santori scrisse la sua prima poesia, intitolata Canzoniere Albanese negli anni '30 dell'Ottocento e lo pubblicò nel 1846. Il Canzoniere Albanese è una lunga lirica dedicata all'amore e alla natura. Il poema è stato influenzato dalla Canzone di Milosao di Girolamo de Rada. Nel 1848 compose un inno in albanese intitolato "Valle haresë madhe" (La danza della grande gioia), pubblicato il 23 febbraio 1848 sulla rivista "L'Albanese d'Italia" di De Rada. Lo stesso anno pubblicò l'opera a sfondo politico "Il prigioniero politico", in cui descrive lo stato disumano in cui vengono tenuti i prigionieri politici dal potere borbonico del Regno delle Due Sicilie. Frate Santori pubblicò anche due opere religiose: il "Rrozārë i Shën Mërīs Virgjërë të Mīrvulīs" (Rosario della Madonna del Buon Consiglio) a Cosenza nel 1849; ed il "Krështeu i shëjtëruorë" (Il Cristiano santificato) a Napoli nel 1855.
Il secondo è una raccolta di 230 pagine di preghiere, testi religiosi e traduzioni di canti religiosi. Nella raccolta sono presenti alcuni estratti del Cuneus Prophetarum, un trattato religioso del 1685, scritto da Pjetër Bogdani, uno degli scrittori più importanti della letteratura albanese moderna. Santori lo fece per simboleggiare la continuità della letteratura religiosa albanese.
Santori scrisse molte opere teatrali, tra cui commedie e tragedie melodrammatiche, alcune delle quali rimaste incomplete. Tra le sue opere teatrali ricordiamo "Jeroboam", una tragedia di contenuto biblico, e "Alessio Dukagino", un melodramma scritto tra il 1855 e il 1860, che racconta la vita di Lekë Dukagjini, un principe albanese che combatté contro l'Impero Ottomano. La sua opera teatrale più nota, Emira, è considerata il primo dramma albanese. Questa tragicommedia, da alcuni considerato il suo capolavoro, narra le vicende di Emira, una giovane schipetara di Santa Caterina Albanese, ed il suo tentativo di sposarsi durante il periodo del brigantaggio postunitario che dilagava nel Cosentino. Quest'opera ci offre uno spaccato della vita sociale e culturale non solo della comunità arbëreshë di Santa Caterina Albanese, ma, in realtà, dell'intera Valle dell'Esaro. Infatti è nominata frequentemente la figura di Pietro Fumel, generale piemontese insediatosi in un comune adiacente a Santa Caterina, Fagnano Castello. Fumel, incaricato da Cavour di contrastare il brigantaggio calabrese, imprigionò e fece uccidere con estremo pregiudizio molte persone, seppure innocenti. Questo clima di terrore portò alcuni uomini senza scrupoli a insultare e minacciare persone a loro nemiche, dichiarando che avrebbero denunciato agli occhi di Fumel la loro presunta, sebbene falsa, affiliazione ai briganti. Alcune parti dell'opera sono state pubblicate originariamente sulla rivista "Fjamuri Arbërit" e più tardi nell'"Antologia albanese" di Girolamo de Rada. In epoca moderna sono stati rinvenuti 1.845 versi satirici scritti da Santori.
La maggior parte dei romanzi e dei racconti di Santori furono pubblicati dopo la sua morte nel 1894 Tra i suoi romanzi c'è "Sofia Kominiate", un romanzo incompiuto scritto in due versioni. La prima versione contiene 282 pagine ed è scritta in albanese, mentre la seconda versione, scritta in italiano, contiene 714 pagine. Non ci sono copie sopravvissute del suo romanzo "Bija e mallkuar" scritto in albanese. Ha scritto anche il romanzo "Il soldato albanese" in italiano. Santori scrisse molti racconti conosciuti con i nomi dei loro personaggi principali. I suoi racconti scritti in albanese includono: Brisandi Lletixja e Ulladheni, Emilja, Fëmija Pushtjerote, Filaredo, Gnidhja e Kusari, Kolluqi e Sorofina, Miloshini, Neomenia, Panaini e Dellja, Rosarja e Virgjinia.

## Influenze e stile
Le opere di Santori sono scritte in una forma arcaica di albanese tosco e sono generalmente più accessibili al pubblico nonostante il suo stile ortografico. Nelle sue opere Santori utilizza un proprio sistema ortografico senza alcuna accuratezza fonetica. I temi di spicco nelle opere di Santori includono la vita rurale, vista come una prova fisica e morale, con la religione come pilastro di consolazione; i costumi delle comunità Arbëreshë; e riferimenti alla storia albanese, soprattutto il periodo della Lega di Alessio. In molte delle sue poesie, come "Danza della grande gioia", ma anche nella "Emira", Santori descrive elementi folcloristici della cultura albanese come canti e danze popolari, rappresentando i canti come un legame con il sacro e la comunità.